# Matthias König (Radballspieler)
Matthias König (* 25. Oktober 1981) ist ein deutscher Radballspieler vom RV Gärtringen. Seit 2004 spielt er zusammen mit Uwe Berner. Nachdem sie im ersten gemeinsamen Jahr in die 2. Bundesliga abstiegen, stiegen sie bereits im nächsten Jahr wieder auf und spielen seither in der 1. Bundesliga. Bereits in ihrem ersten Jahr im Weltcup konnten sie das Finalturnier gewinnen.
Zuvor spielte Matthias schon einige Jahre zusammen mit Michael Posedi.

## Erfolge
- Weltmeisterschaft
  -  Weltmeister 2010
  -  Silbermedaille 2009
- Gesamtweltcup
  - 1. Rang 2008, 2010
  - 3. Rang 2011
- Europacup
  - 1. Rang 2010, 2012
  - 2. Rang 2009
- Deutsche Meisterschaft
  - 2. Rang 2009, 2011
  - 3. Rang 2008, 2010, 2013
- Deutschlandpokal
  - 1. Rang 2009, 2010, 2012
- Europacup U23
  - 2. Rang 2000 zusammen mit Michael Posedi
  - 3. Rang 2003 zusammen mit Markus Schäfer